# Internationales Federballturnier in Tröbitz 1962

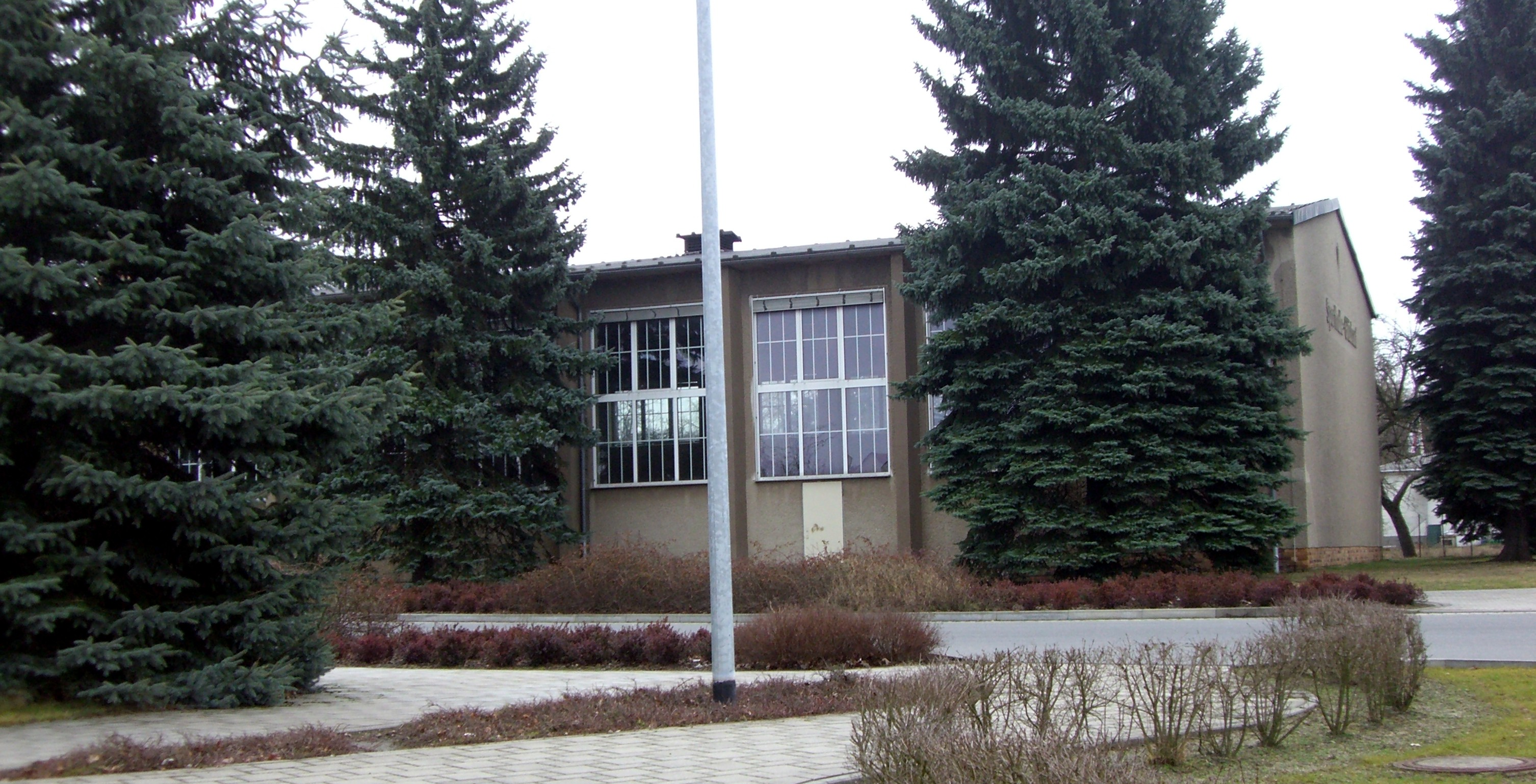
Sporthalle Glückauf Tröbitz

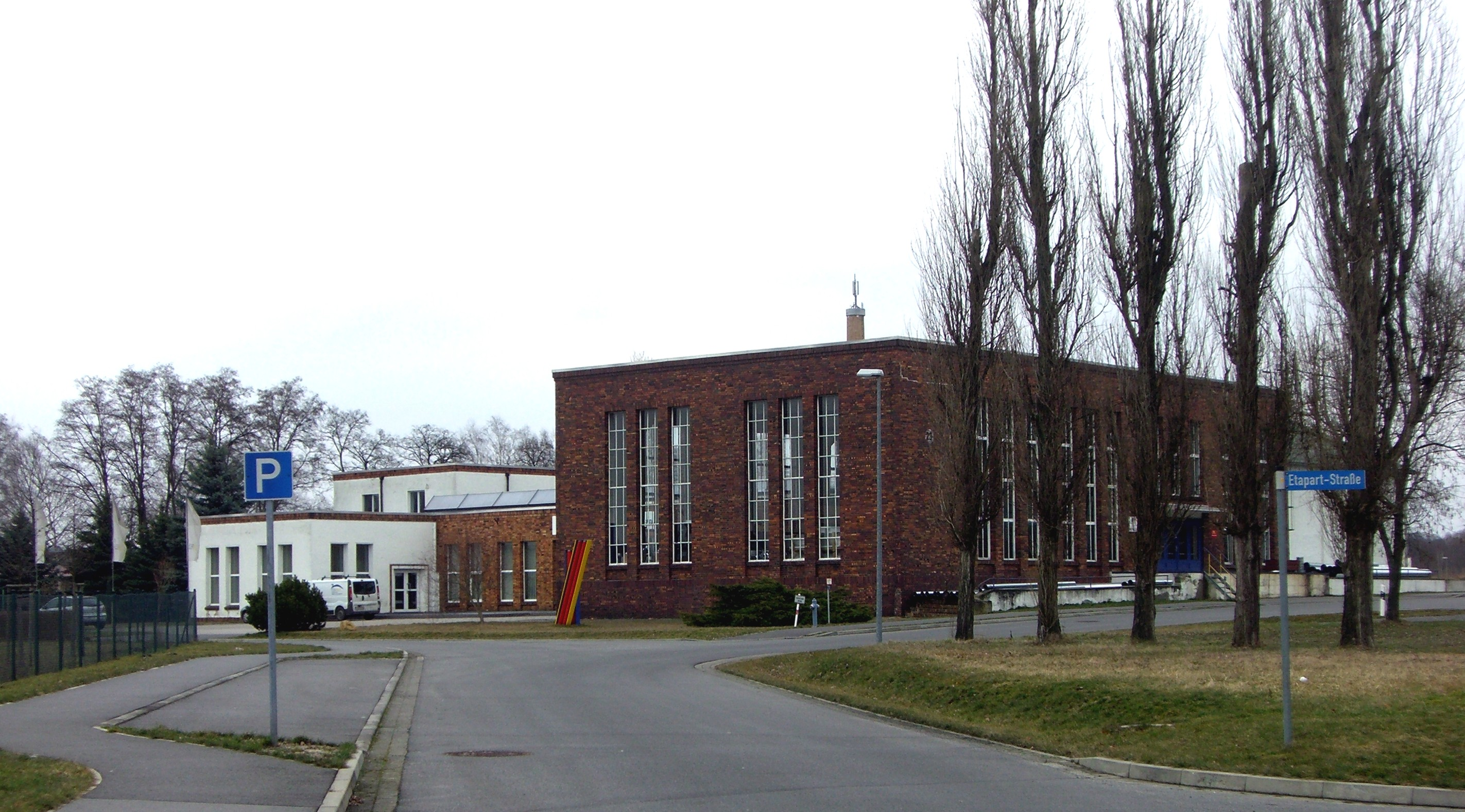
Das Kulturhaus als Endspielort

Das Internationale Federballturnier in Tröbitz 1962 fand als Neujahrsturnier vom 6. bis zum 7. Januar 1962 in der Sporthalle Glückauf in Tröbitz statt. Es war die dritte Auflage dieser Turnierserie, erstmals jedoch mit internationaler Beteiligung. Diese Premiere bei Teilnahme des amtierenden inoffiziellen Weltmeisters Erland Kops wurde teilweise vom DDR-Fernsehen aufgezeichnet. Die Endspiele wurden dazu aus Zuschauerkapazitätsgründen von der Glückauf-Sporthalle in das nahegelegene Kulturhaus verlegt.

## Sieger und Platzierte
| Disziplin    | Gold                                       | Silber                                                  | Bronze                                    |
| ------------ | ------------------------------------------ | ------------------------------------------------------- | ----------------------------------------- |
| Herreneinzel | Erland Kops (Dänemark)                     | Knud Aage Nielsen (Dänemark)                            | Gottfried Seemann (Aktivist Tröbitz)      |
| Dameneinzel  | Kirsten Dahl (Dänemark)                    | Ulla Rasmussen (Dänemark)                               |                                           |
| Herrendoppel | Erland Kops / Knud Aage Nielsen (Dänemark) | Gottfried Seemann / Gerolf Seemann (Aktivist Tröbitz)   | Uwe Trettin / Hartmut Münch (Post Berlin) |
| Damendoppel  | Kirsten Dahl / Ulla Rasmussen (Dänemark)   | Rita Gerschner / Annemarie Fritzsche (Aktivist Tröbitz) | -                                         |